# Satanova krona
Satanova krona je roman slovenskega pisatelja Miha Mazzinija. Izšel je leta 1993.

## Vsebina
Glavni junak je izjemno občutljiva oseba, ne prenese vonjev in se boji okužbe, zato se je umaknil v izolacijo. Ko se zaljubi, se sooči s svojimi omejitvami.